# برت هریس (بازیکن فوتبال)
برت هریس (انگلیسی: Bert Harris؛ زادهٔ ۲۱ نوامبر ۱۹۳۱) بازیکن فوتبال اهل بریتانیا است.
از باشگاه‌هایی که در آن بازی کرده‌است می‌توان به باشگاه فوتبال اورتون، باشگاه فوتبال ساوتپورت، و باشگاه فوتبال ترانمره راورز اشاره کرد.